# Lara Trumpová
Lara Lea Trumpová, nepřechýleně Trump, rozená Yunaska, (* 12. října 1982, Wilmington, Severní Karolína, USA) je americká bývalá televizní moderátorka a producentka. Je producentkou a moderátorkou pořadu Real News Update, produkovaného společností Trump Productions, a bývalou producentkou pořadu Inside Edition.
Je manželkou Erica Trumpa, syna bývalého a nyní současného (2025) amerického prezidenta Donalda Trumpa. S Ericem mají dvě děti.